# Камышинский мост
Камышинский мост — пешеходный композитный балочный мост через реку Лубью в Красногвардейском районе Санкт-Петербурга. Первый в Санкт-Петербурге мост из композитных материалов.

## Расположение
Расположен в створе Камышинской улицы. Рядом находится железнодорожная станция Ржевка.
Выше по течению находится Всеволожский мост, ниже — Рябовский мост.
Ближайшая станция метрополитена — «Ладожская».

## Название
До 1997 года мост назывался Лупповским N8-а. В 1997 году получил название Камышинский по наименованию Камышинской улицы.

## История
Деревянный мост на устоях из бутовой кладки был построен на этом месте до 1930-х гг. В 1979 году по проекту «Ленмосттреста» мост перестроен в однопролётный балочный с сохранением старых опор. Пролётное строение состояло из двух прокатных двутавровых балок длиной 9,4 м, объединённых между собой поперечными связями. Длина моста по задним стенкам устоев составляла 19,41 м, пролёт моста в свету — 8,2 м, полная ширина моста — 2,83 м, ширина прохожей части — 2,3 м:12—13.
В 2016 году принято решение о капитальном ремонте моста с заменой пролётного строения и переустройством устоев, проект разработан ООО «Фундаментстрой» (инженер М. Е. Абаканович). Генподрядчиком выступило ООО «ГЕОИЗОЛ». Работы велись в 2019—2020 годах. На период производства работ был построен временный пешеходный мост. В ходе капитального ремонта было демонтировано старое пролётное строение, сооружены новые монолитные железобетонные устои на свайном основании, установлено новое пролётное строение, выполнены работы по благоустройству и монтажу ливневой канализации.

## Конструкция
Мост однопролётный композитный балочно-разрезной системы. Пролётное строение из композитных материалов U‐образное. Балка пролётного строения длиной 21,4 м, переменной высоты от 1,0 до 1,5 м. Устои моста монолитные железобетонные козлового типа на свайном основании (по 6 забивных свай с каждой стороны). Откосы русла реки укреплены каменной наброской по слою щебня:15. Мост предназначен для пешеходного движения. Общая длина моста составляла 25,5 м, пролёт моста в свету — 21,4 м, полная ширина моста — 3,73 м, ширина прохожей части — 3,1 м:23.